# Месо дивљачи
Месо дивљачи је висококвалитетна намирница у исхрани људи. Хемијски састав меса дивљачи варира у зависности од врсте, ухрањености, сезоне одстрела, станишта (планина, равница, ритова итд) и многобројних других фактора. За исхрану се користе две врсте дивљачи:
- длакава дивљач
- перната дивљач

Од длакаве дивљачи највише се користи месо зеца и срне, ређе дивље свиње и јелена (обичан црвени јелен, јелен лопатар, јелен аксис), а још ређе дивокозе и медведа.
Од пернате дивљачи највише се користи месо фазана, патке, јаребице, ређе од гуске, шљуке, препелице и малог и великог тетреба.

## Особине меса дивљачи
Месо дивљачи се састоји од финих, кратких, нежних влакана, чврсте и компактне конзистенције и слабо развијеног везивног и масног ткива и зато је лако сварљиво. Боја је смеђе црвена и увек тамнија у односу на домаће животиње, што је последица вишеструко активнијег кретања, а самим тим и вишег нивоа миоглобина у мускулатури. Количина масти код дивљачи је незнатна. Зато се месо теже квари, односно дуже је одрживости. Боја масти је различита зависно од дивљачи:
- код јелена и срне је жућкаста
- код дивље свиње је бела
- код дивљег зеца је црвенкаста до смеђежута

| Врста животиње                                                    | Вода%                   | Беланчевине%            | Маст%               |
| ----------------------------------------------------------------- | ----------------------- | ----------------------- | ------------------- |
| Јелен (бут) Говеђе (бут)                                          | 73,09 69,00             | 25,67 19,50             | 3,85 11,00          |
| Срна (бут) Овчје (бут)                                            | 75,76 64,00             | 19,77 18,00             | 1,92 18,00          |
| Дивља свиња (бут) Домаћа свиња (бут)                              | 74,50 53,00             | 21,57 15,20             | 2,36 31,00          |
| Фазан (батак) Јаребица (батак) Дивља патка (батак) Пилеће (батак) | 75,25 71,96 70,82 72,50 | 20,99 25,26 22,65 21,75 | 2,81 1,43 3,11 5,06 |

## Својство меса дивљачи
Мирис и укус меса дивљачи је интензивнији него код домаћих животиња, што је углавном последица исхране и станишта. Специфично својство меса дивљачи је карактеристичан мирис и укус, који је директно везан за квалитет меса. На квалитет меса утичу следеће околности.
- Месо дивљачи има веома непријатан мирис за време полног жара. У то време месо појединих мужјака дивљих животиња може имати изражен непријатан мирис у мери да је нејестиво, као што је то код дивљих нерастова који имају уринозан мирис и укус. Код јелена мирис и укус у полном жару подсећају на мирис белог лука и у принципу не одбијају конзумента.
- Месо има горак укус ако је дивљач дуже лежала у агонији након одстрела.
- Старост дивљачи је пресудна за квалитет меса. Што је дивљач старија, утолико има више везивног ткива те је месо жилавије.

Бољи квалитет, мекше, сочније и укусније месо имају:
- срне и јелени до 3 године старости,
- дивље свиње до 2 године старости
- дивљи зечеви од 2-8 месеци старости и
- перната дивљач до једне године старости

Код већине дивљачи бољи је укус меса зими него лети. Укусније је месо срне и зеца из планинских предела, него из низијских или баровитих крајева.

## Храњива вредност
Оно што даје карактеристику месу дивљачи је:
- присуство азотних материја (беланчевина високе биолошке вредности и есенцијалног аминокиселинског састава) и
- врло мало колагенских материја. Од укупне количине азотних материја:
  - код пернате дивљачи има само 6% колагенских материја
  - код длакаве дивљачи има само 1,25% колагенских материја

## Табела нутритивних вредности
| Врста дивљачи                                                        | kcal | kJ  | Протеини | Масти | Цинк          | Селен           | Гвожђе          | Фосфор        | Магнезијум   | Тиамин Б1       | Рибофлавин Б2 | Ниацин Б3     | Пантеонска киселина Б5 | Пиридоксин Б6  | Цијано- кобаламин Б12 |
| -------------------------------------------------------------------- | ---- | --- | -------- | ----- | ------------- | --------------- | --------------- | ------------- | ------------ | --------------- | ------------- | ------------- | ---------------------- | -------------- | --------------------- |
| Фазан                                                                | 181  | 757 | 22,7%    | 9,3%  | 1,0 mg (10%*) | 15,7 µg (10%*)  | -               | -             | -            | -               | -             | 4,6 mg (46%*) | 0,93 mg (19%*)         | 0,66 mg (51%*) | 0,77 µg (32%*)        |
| дивља патка                                                          | 211  | 883 | 17,7%    | 15,2% | -             | 12,8 µg (23%*)  | 4,2 mg (26%*)   | 168 mg (21%*) | -            | 0,4 mg (29%*)   | 0,3 mg (21%*) | 3,3 mg (21%*) | -                      | 0,53 мg (31%*) | 0,7 µg (27%*)         |
| Дивља свиња                                                          | 122  | 510 | 21,5%    | 3,3%  | -             | 9,8 µg (18%*)   | -               | 120 mg (15%*) | -            | 0,4 mg (33%*)   | -             | 4 mg (24%*)   | -                      | -              | -                     |
| Дивљи зец                                                            | 114  | 477 | 22%      | 2,3%  | -             | 9,4 µg (17%*)   | 3,2 мg (23%*)   | 226 мg (28%*) | 29 мg (10%*) | -               | -             | 6,5 мg (41%*) | -                      | -              | -                     |
| Јелен                                                                | 120  | 502 | 23%      | 2,4%  | -             | 9,7 µg (17,6%*) | 3,4 мg (24,3%*) | 202 мg (25%*) | -            | 0,2 мg (18,3%*) | 0,5 мg (37%*) | 6,4 мg (40%*) | -                      | 0,4 мg (24%*)  | 6,3 µg (260%*)        |
| *RDI — Recommended Daily Intakes — Препоручене дневне количине уноса |      |     |          |       |               |                 |                 |               |              |                 |               |               |                        |                |                       |

## Вредност и значај у исхрани
У месу дивљачи количине екстрактивних, небеланчевинастих азотних материја — креатина, креатинин, карнозина и др. — веома су заступљене и доприносе пријатном укусу, мирису меса и стимулативном дејству лучења жлезда и органа за варење.
Због ниског нивоа масноћа, високог нивоа протеина, екстрактивних материја, енергетске и нутритивне вредности и лаке сварљивости, месо дивљачи је погодно за исхрану адолесцената, реконвалесцената, дијабетичара, кардиоваскуларних болесника и др. У угоститељству, месо дивљачи се посебно цени за припрему специјалитета од срна и фазана.

## Конзервисање дивљачи
Хлађење и смрзавање су начини конзервисања меса дивљачи. За разлику од меса стоке за клање, месо дивљачи се чува у телесном покривачу у расхладним уређајима, одвојено од осталих намирница због свог карактеристичног и специфичног мириса.
Чување меса дивљачи у телесном покривачу одражава се на смањење калирања меса и смањење оксидационих ужегнућа. При температури од 0 °C и 85% влажности:
- месо срне се у кожи може чувати 29 дана, а без ње свега 22 дана
- месо зечева се у кожи и без изнутрица може чувати 25 дана, а без ње 16 дана

Код срна и зечева трбушни мишићи се кваре брже од осталог меса. Смрзнута дивљач, уколико не поседује велике количине масти, веће је одрживости него месо стоке за клање и може се чувати до годину дана.